# 羅萍·凡恩
羅萍·凡恩（英語：Robyn Van En，1947年—1997年1月）是美國有機農業和社區協力農業（英語：Community Supported Agriculture，簡寫CSA）運動的先驅者。

## 社區協力農業
羅萍·凡恩是社區協力農業的發起人之一。CSA 是一種生產者與消費者長期的相互承諾承擔風險的產銷運作模式：在農民（場）開始種植之前便向 CSA 成員出售收成的「份額（shares）」，幫助小型、多元性生產的農場能夠獲得有機耕作需要的開支。這樣一來，農民就不再需要在季節開始時，向外借錢來支付費用，並促進社區對農民的支持，因為 CSA 成員通過預先付款，並在整個季節中收到農產品來分擔農業的風險。范恩在她位於馬薩諸塞州的 Indian Line 農場開始了美國的第一個 CSA。後來，她走遍了美國，幫助創建了其他 200 多個 CSA 農場，宣傳新鮮的本地有機產品。她還到過俄羅斯、加拿大、南美、非洲、新西蘭、俄羅斯和匈牙利，催生了 1200 多個活躍的 CSA 農場。

## 延伸閱讀
- Eating For Your Community 作者：羅萍·凡恩Robyn Van En
- 與伊莉莎白．韓德森共同撰寫的《Share the Harvest: A Citizen's Guide to Community Supported Agriculture》（中文書名為《種好菜，過好生活：社區協力農業完全指導手冊》）。

## 外部鏈接
- 羅萍·凡恩 CSA 資源中心 （页面存档备份，存于）
- 社區與家庭農場聯盟 （页面存档备份，存于）
- 可持續農業研究和教育網站 （页面存档备份，存于）